# Fanny Godin
Fanny Godin est une supercentenaire belge née le 27 mai 1902 à Huy et morte le 7 septembre 2014 à Léau.
Elle était la personne la plus âgée d’origine belge (au moment de la mort de Maria Richard.

## Biographie

### Enfance
Fanny Félicie Florentine Godin vient de Huy.

### Famille
Elle a trois sœurs. Elle épouse en 1941 Jacques Pardon.

### Supercentenaire
En 2012, elle est reconnue supercentenaire par le Gerontology research group. Elle devient la doyenne des Belges.

### Mort
Elle décède le 7 septembre 2014 à Léau à l'âge de 112 ans.